# 康新公路站
康新公路站位于上海市浦东新区康桥镇康新公路秀浦路，为上海轨道交通11号线三期（迪士尼段）的一座高架车站。2015年12月19日通車试运营。2014年12月10日站名由横新路站改为康新公路站。

## 车站结构

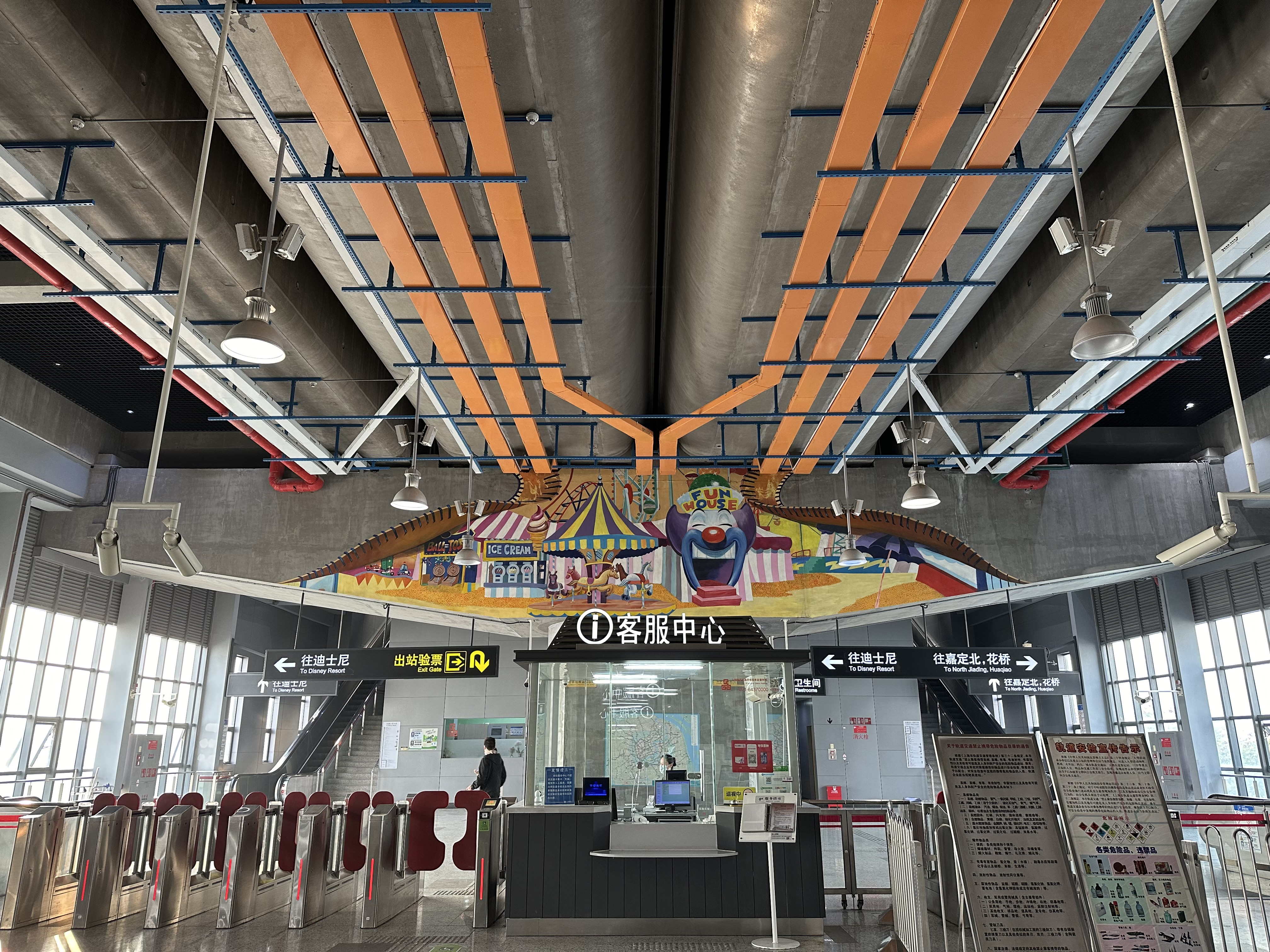
站厅

| 地上三层 | 侧式站台，右侧开门 | 侧式站台，右侧开门                | 侧式站台，右侧开门 | 侧式站台，右侧开门 |
|          |                    | █ 11号线 往嘉定北或花桥（秀沿路） |                    |                    |
|          |                    | █ 11号线 往迪士尼（终点站）       |                    |                    |
|          | 侧式站台，右侧开门 |                                   |                    |                    |
| 地上二层 | 站厅               | 票务服务、自动售票机、人工服务台  |                    |                    |
| 地面层   | 出入口             | 1-2出入口                         |                    |                    |

## 出入口
康新公路站共有2个出入口，各出入口如下所示：
| 出口编号            | 出口指示         | 照片 |
| ------------------- | ---------------- | ---- |
| 1 · 出口 · （设有） | 秀浦路，康新公路 |      |
| 2 · 出口 · （设有） | 秀浦路，康新公路 |      |
| 图例： 设有         |                  |      |